# Nicolas Gavory
Nicolas Gavory (ur. 16 lutego 1995 w Beauvais) – francuski piłkarz grający na pozycji obrońcy w klubie Standard Liège.

## Kariera piłkarska

### Kariera klubowa
Wychowanek klubów AS Beauvais, CO Beauvais i AJ Auxerre. W 2015 przeszedł do AS Béziers. Po dwóch latach zamienił drużynę na Clermont Foot. Po sezonie, w którym zaliczył 12 asyst, opuścił Clermont i przeszedł do Utrechtu. Od 2019 roku jest zawodnikiem Standardu Liège.
| Sezon   | Klub           | Kraj     | Rozgrywki            | Mecze | Gole |
| ------- | -------------- | -------- | -------------------- | ----- | ---- |
| 2012/13 | AJ Auxerre     | Francja  | Ligue 2              | 2     | 0    |
| 2013/14 | AJ Auxerre     | Francja  | Ligue 2              | 7     | 0    |
| 2014/15 | AJ Auxerre     | Francja  | Ligue 2              | 1     | 0    |
| 2015/16 | AS Béziers     | Francja  | Championnat National | 30    | 1    |
| 2016/17 | AS Béziers     | Francja  | Championnat National | 29    | 3    |
| 2017/18 | Clermont Foot  | Francja  | Ligue 2              | 33    | 0    |
| 2018/19 | FC Utrecht     | Holandia | Eredivisie           | 35    | 1    |
| 2019/20 | Standard Liège | Belgia   | Eerste klasse A      | 21    | 0    |

### Kariera reprezentacyjna
Gavory zaliczył 1 mecz w reprezentacji U-16, 2 mecze w reprezentacji U-17 i 1 mecz w drużynie U-19. 